# Cherchell
Cherchell o Cherchel (árabe: Sharshal o شرشال) es un puerto de mar de la provincia de Tipasa, Argelia. En la antigüedad, fue una ciudad romana llamada Caesarea, Caesarea Mauretaniae o Caesaria, capital de la provincia Mauritania Cesariense. Es la ciudad natal del emperador romano Macrino. 
En 2008 la ciudad tenía 48 056 habitantes.

## Historia
Importante puerto de la Regencia de Argel, fue atacado con éxito por las tropas españolas por orden de Pedro Téllez-Girón y Velasco en 1612 y 1613.

### Batalla naval
En 1937 tuvo lugar en el cabo del mismo nombre un combate naval de la guerra civil española entre el crucero nacional Baleares y los cruceros republicanos Libertad y Méndez Núñez y los destructores Lepanto, Almirante Valdés, Almirante Antequera, Almirante Miranda, Gravina, Escaño y Jorge Juan, que escoltaban a un convoy de buques mercantes. El combate terminó con la retirada del Baleares a Cádiz y la de los buques de guerra republicanos y los mercantes del convoy al puerto de Cherchell.

## Religión
El cristianismo llegó a Cesarea lo bastante pronto como para producir mártires durante la persecución de Diocleciano. Por vandalizar un ídolo de Diana, santa Marciana fue supuestamente torturada y asesinada en la arena de Cesarea, corneada por un toro y mutilada por un leopardo para diversión de la multitud. También se supone que santa Teodota y sus hijos fueron martirizados en la ciudad.
Cesarea fue obispado desde el año 314 hasta el 484, aunque no se conocen todos sus obispos. Fortunato participó en el Concilio de Arlés de 314, que condenó el donatismo. Clemente es mencionado en una de las cartas de Quinto Aurelio Símaco y habría ejercido en la década de 370. Durante el sínodo de Cartago del 411, Cesarea estuvo representada por el donatista Emérito y el ortodoxo Deuterio. San Agustín abordó a Emérito en Cesarea en el otoño del 418 y consiguió su exilio. Apocorio fue un obispo ortodoxo a quien el rey Hunerico llamó al sínodo de Cartago en 484 y luego exilió. Una Notitia Episcopatuum de principios del siglo VIII todavía incluía esta sede.
En el siglo XIX, la Iglesia católica recuperó Cesarea como sede titular. En 1933 fue distinguida como "Caesarea in Mauretania".

## Patrimonio

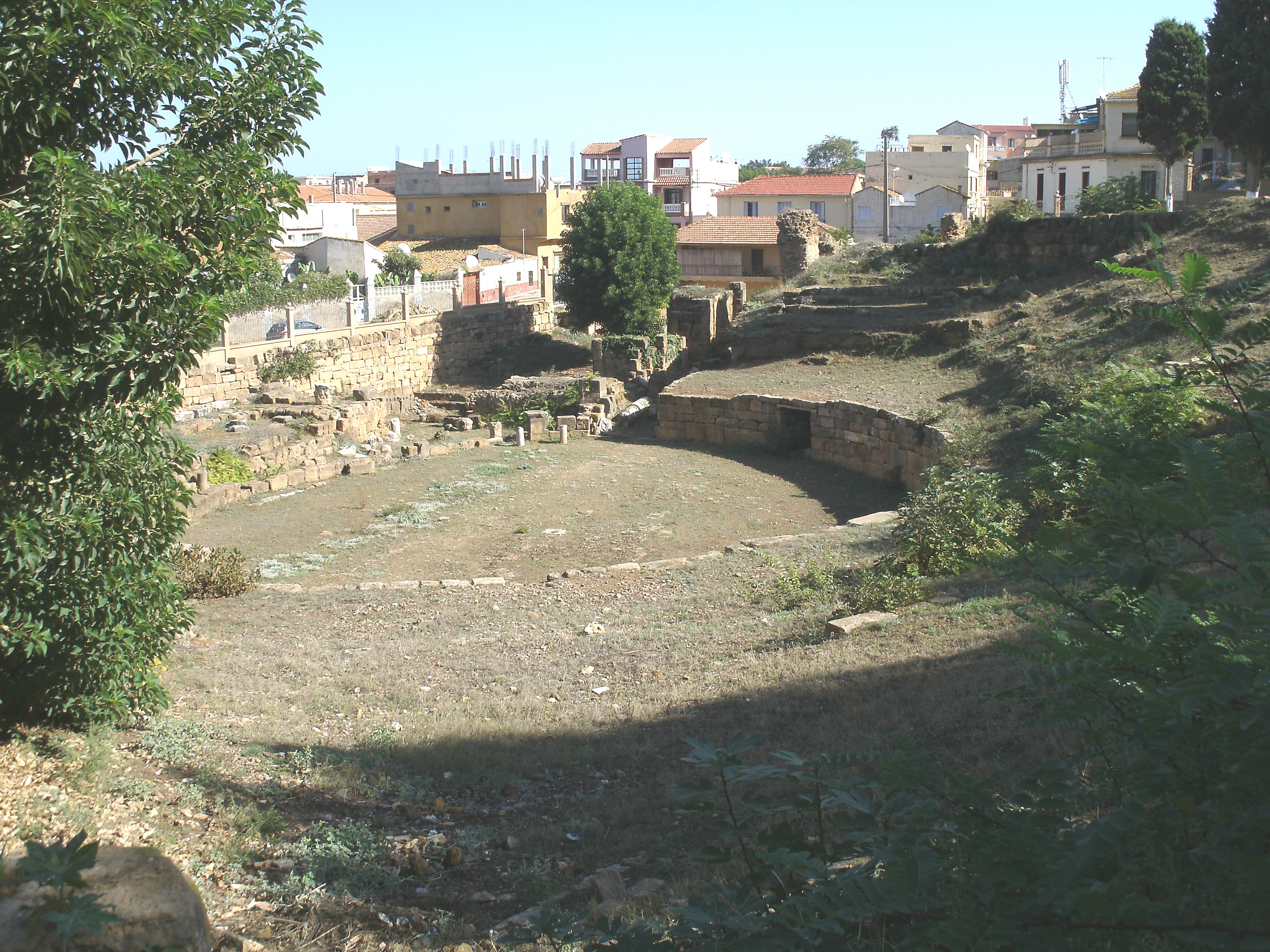
Teatro romano de Cesarea.

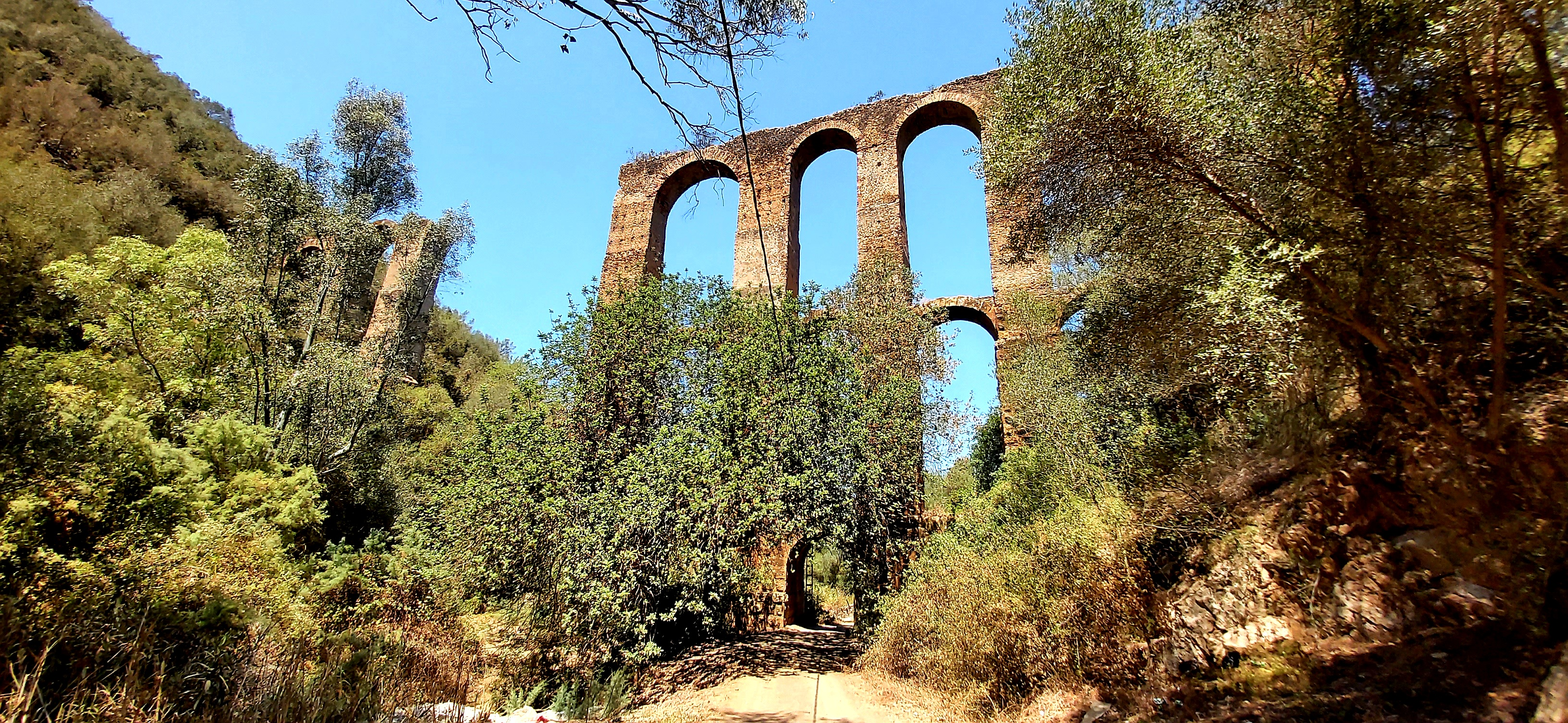
Acueducto de Cherchell.

Cherchell posee un importante patrimonio romano: casas, termas, teatro, mosaicos y, sobre todo, estatuas, muchas de las cuales se conservan en el Museo Arqueológico de Cherchell. El arte cristiano está bastante bien representado, con sarcófagos que representan escenas como la adoración de los Ángeles y la historia de Jonás.
El anfiteatro data del periodo de Juba II y fue construido sobre la necrópolis de Iol. Este anfiteatro es único por su forma y tamaño. El antiguo teatro está situado en el centro de la antigua ciudad romana y fue transformado en arena en el siglo II. Había tres termas. Son más imponentes que las de Timgad y se construyeron en el siglo I según un plan simétrico. Había dos notables acueductos.
También se ha atestiguado un foro, una basílica y los restos dispersos de un gran número de villae (asentamientos agrícolas romanos), que a menudo incluyen prensas de aceite. Al oeste de la ciudad se ha descubierto una necrópolis romana.
La mezquita de las Cien Columnas o mezquita Mayor de Cherchell fue construida por los andalusíes en el siglo XVI. Fue en esta mezquita donde el emir Abdelkader quiso reunirse con su lugarteniente Malek El Berkani, que estaba al mando de la tribu de los Beni-Menassers. Las autoridades coloniales la convirtieron en hospital militar. La nueva mezquita del Zoco se inauguró en 1878.
El faro de Cherchell se construyó en 1881. La arquitectura de la qubba de Sidi Brahim el Ghobrini, situada a la entrada de la ciudad, data del siglo XVII.
Otros lugares han sido inscritos en el inventario de lugares y monumentos del patrimonio argelino:
- Ain Ksiba;
- Mezquita de la place Romaine
- Cementerio de El Ghobrini
- Complejo de recintos romanos
- Ruinas romanas del Cabo conocido como "los tres islotes"
- Ruinas romanas, al oeste de Caïd Youcef
- Tumba romana de Oued El Kantara

## Galería

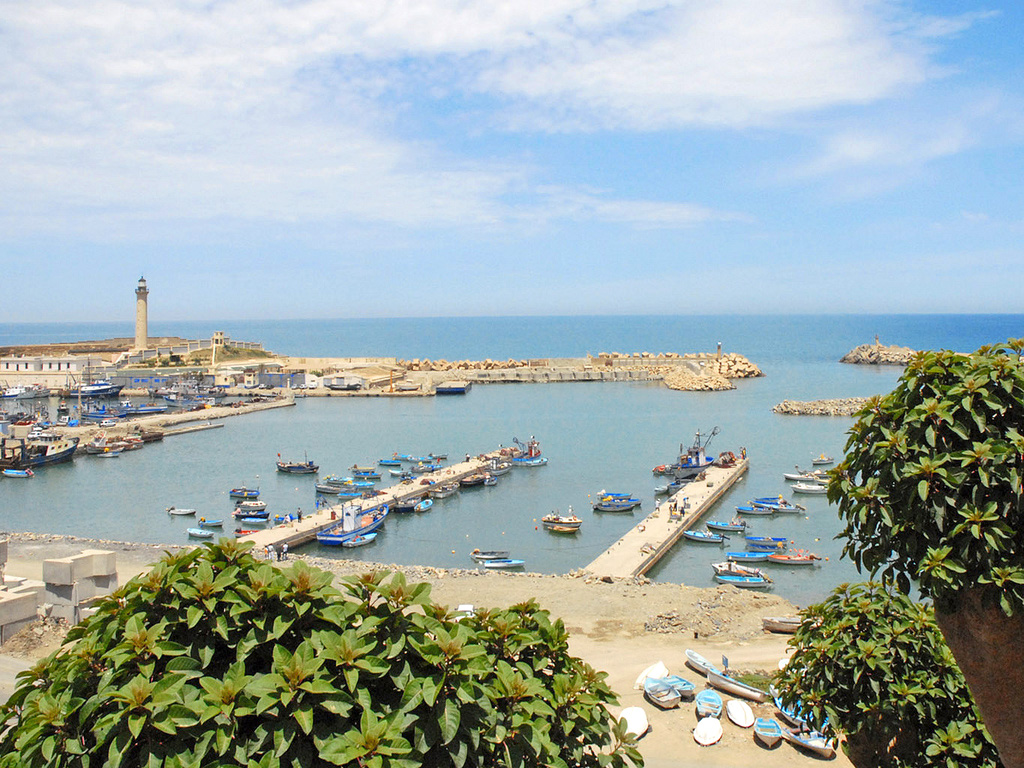
Puerto de Cherchell.
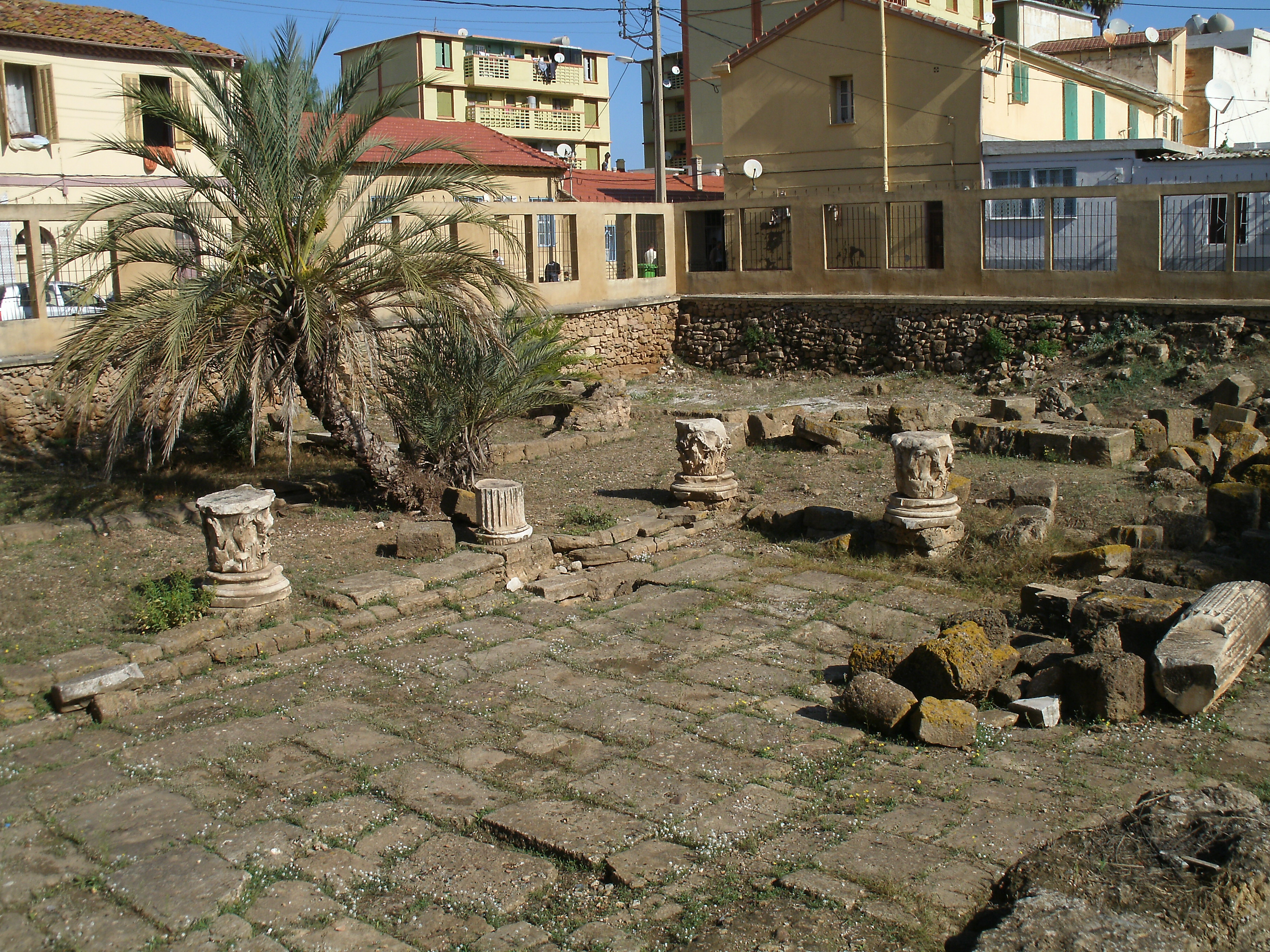
Restos del forum.
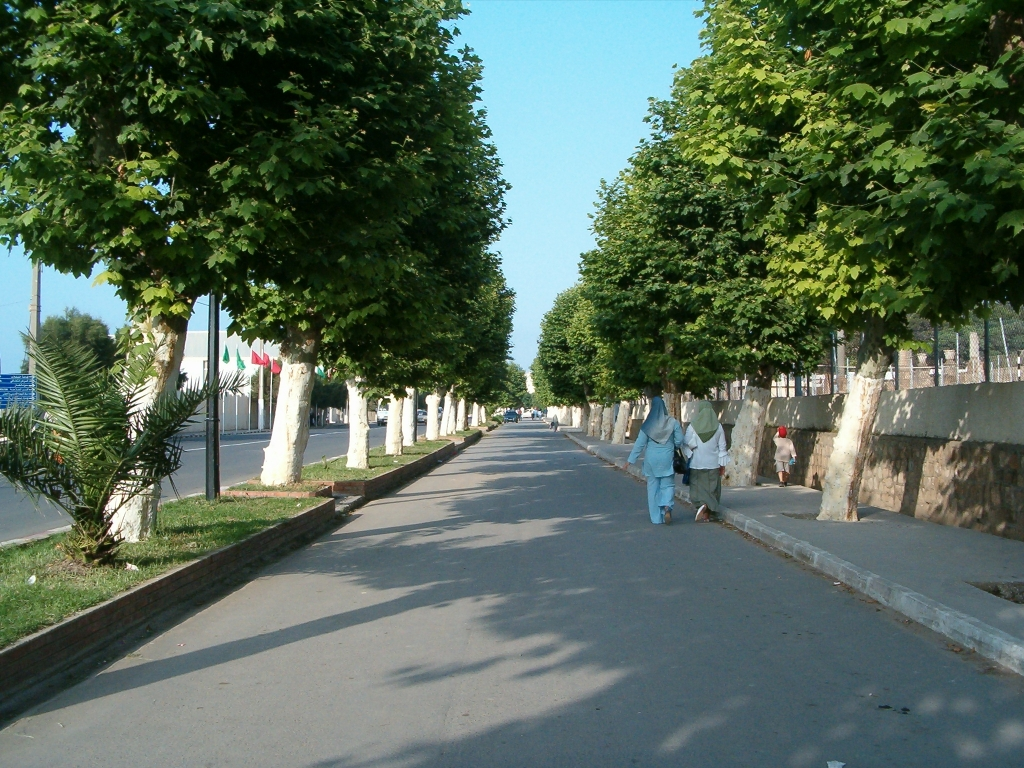
Caminos de Cherchell.
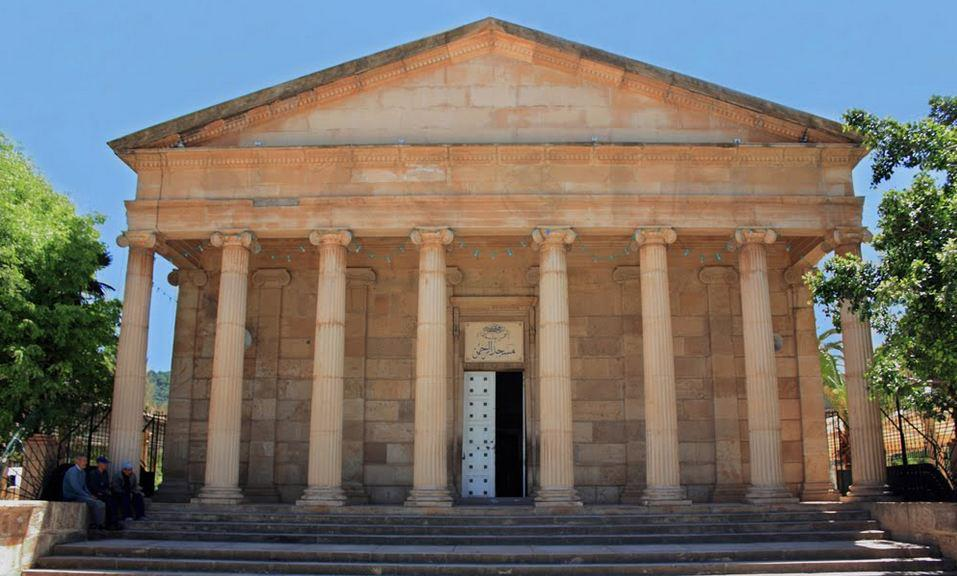
Mezquita de El Rahman.
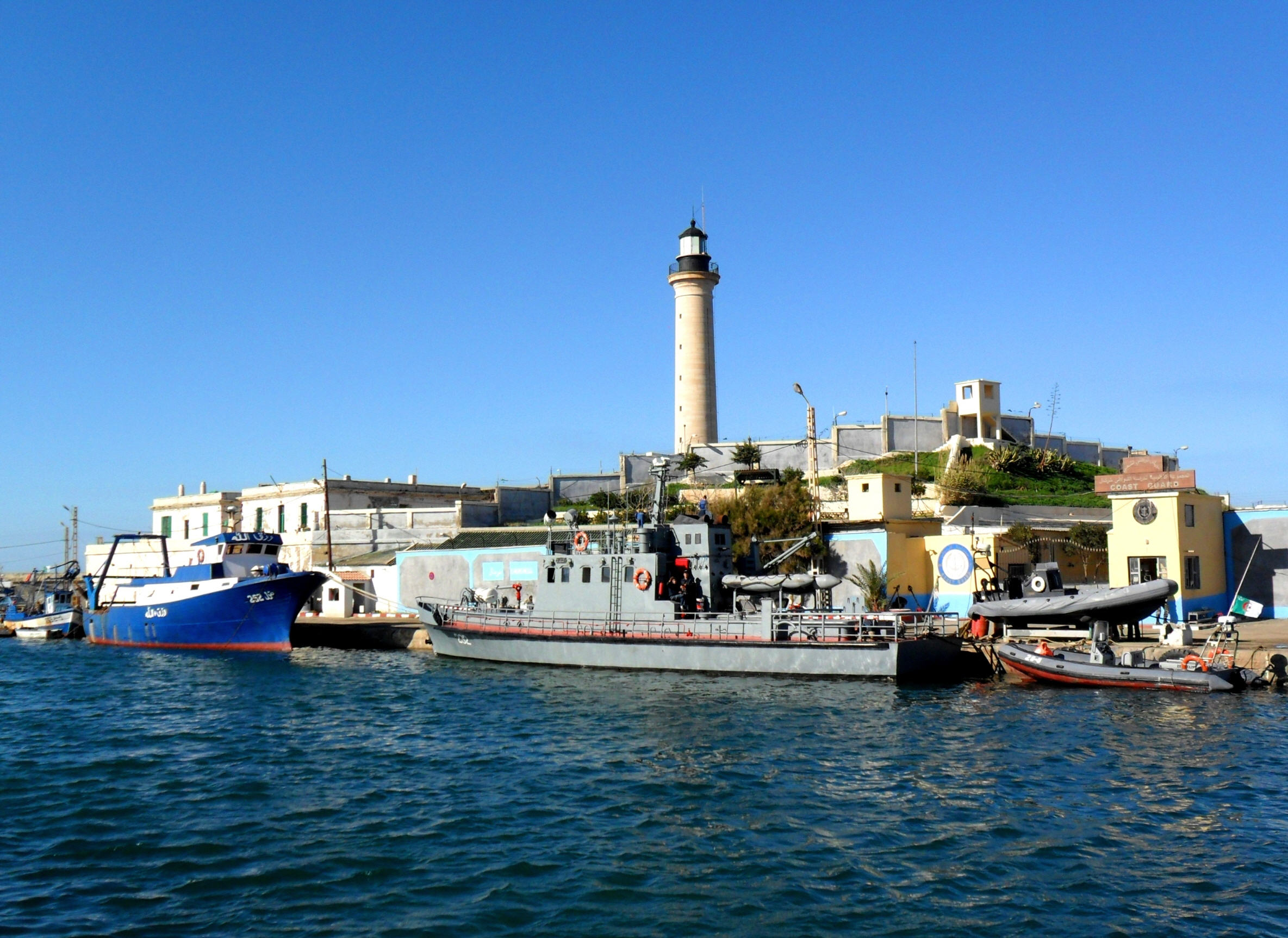
Faro de Cherchell.